# Lya ljunghed med omgivningar
Lya ljunghed med omgivningar (tidigare benämnt Korup med Älemosse och Lya ljunghed är ett naturreservat i Östra Karups socken i Båstads kommun i Halland (Skåne län).

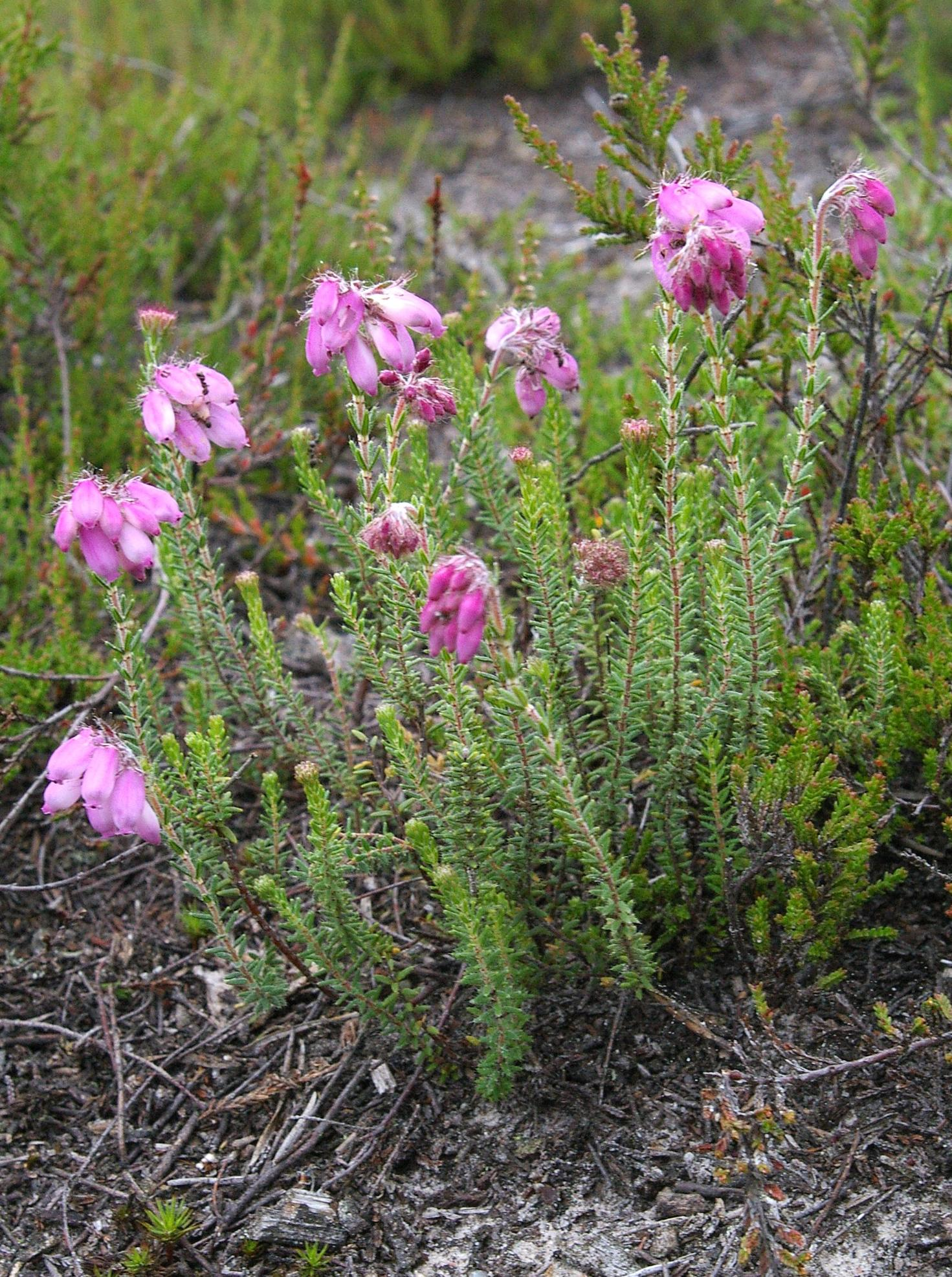
Klockljung

Reservatet är beläget på Hallandsåsens höjdplatå, 4 km sydväst om Östra Karups kyrka. Det utgör ett omväxlande och kuperat landskap med värdefulla kultur- och naturmiljöer.
Landskapet kring Korup och Lya har varit öppet. Ljungmarkerna har nyttjats till bete. Här finns spår efter ett småskaligt odlingslandskap, till exempel hålvägar, stensgärdsgårdar, odlingsrösen och torpruiner.
Skåneleden löper genom området.